# Almost an Actress

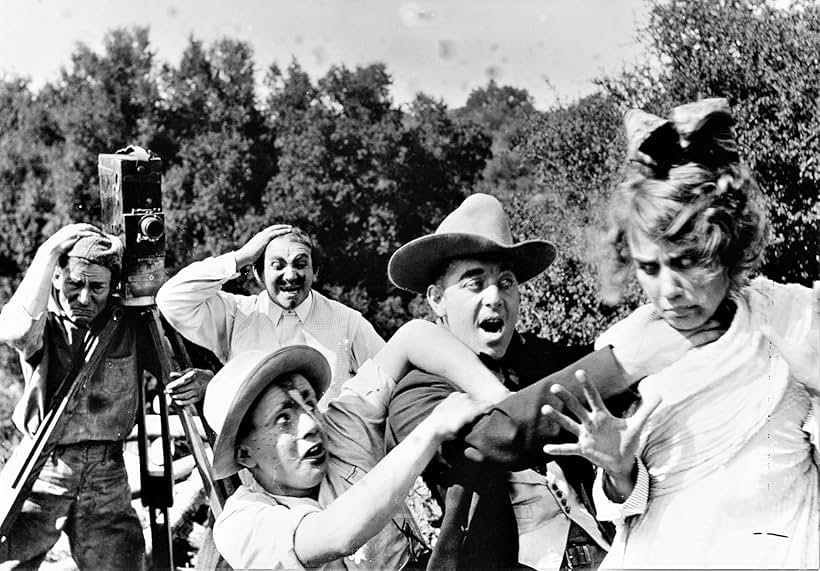
Almost an Actress, film de 1913.

Almost an Actress est un film muet américain réalisé par Allen Curtis et sorti en 1913.

## Synopsis
Grâce à l'aide de Lee, Susie s'incruste dans le monde du cinéma. À la suite de la défection de la star, le metteur en scène décide de la remplacer par Susie...

## Fiche technique
- Réalisation : Allen Curtis
- Durée : 10 minutes
- Date de sortie : 
  - États-Unis :15 novembre 1913

## Distribution
- Louise Fazenda : Susie
- Max Asher : le metteur en scène
- Eddie Boland
- Lee Moran : Lee
- Lon Chaney : le cameraman
- Bobby Vernon : Benny